# サミュエル・マーティン
サミュエル・エルモ・マーティン (英語: Samuel Elmo Martin：1924年1月29日 - 2009年11月28日）は、日本語と朝鮮語の研究で著名な言語学者。

## 生涯
マーティンはカンザス州ピッツバーグに生まれ、第二次世界大戦中に日本語を学んだ。
戦後、カリフォルニア大学バークレイ校で趙元任に中国語を学び、イェール大学でバーナード・ブロックに日本語を学んだ。1950年に日本語の形態音素論の研究でイェール大学の言語学の博士号を取得した後、イェール大学の教員となる。1994年の引退まで極東言語学の教授を務めた。
マーティンは1953年に中国語中古音に関する研究書を出版し、ベルンハルド・カールグレンが閉鎖音を p pʻ bʻ のように再構していたのを音韻論的解釈によって p ph pɦ に改めた。
1966年には日本語と朝鮮語の音韻対応を研究し、日朝祖語を構築してみせた。
マーティンは朝鮮語のローマ字表記方式を考案し、1954年に公開した。マーティンのローマ字表記はイェール式と呼ばれ、ハングルから機械的に変換可能な翻字方法であった。マーティンは1960年代に朝鮮語辞典『Korean-English Dictionary』(1967)と教科書『Beginning Korean』(1969)を出版した（いずれも共著）。

## 主な著作
- The phonemes of Ancient Chinese. American Oriental Society. (1953)
- “Lexical evidence relating Korean to Japanese”. Language 12:  185-251. (1966). JSTOR 411687.
- A Reference Grammar of Japanese. New Haven, CT: Yale University Press. (1975). ISBN 0-300-01813-4 (1988年 改訂版: Charles E. Tuttle Company, Rutland, Vermont, and Tokyo, Japan から出版、2003年にthe University of Hawai’i Press, Honoluluより再版）
- A Reference Grammar of Korean: A Complete Guide to the Grammar and History of the Korean Language. Rutland, Vermont: Charles E. Tuttle. (1993). ISBN 0-8048-1887-8 (2006年 改訂版: ISBN 0-8048-3771-6)
- The Japanese Language Through Time. New Haven, CT: Yale University Press. (1987). ISBN 0-300-03729-5